# Alina Berežná
Alina Berežná (roz. Machyňová, rozv. Stadnyková) (* 3. ledna 1991 Čita-46, Sovětský svaz) je ukrajinská zápasnice. Narodila se do rodiny profesionálního vojáka. Do 3 let žila na Dálném východě poblíž mongolsko-čínských hranic. Zápasu se věnuje od 9 let v Doněcku pod vedením Igora Belokona. Od roku 2014 spolupracuje s Tarasem Daňkem a Oleksandrem Panikarem. V roce 2011 se vdala za Romana Stadnyka, mladšího bratra Andrije Stadnyka, v roce 2013 se manželství rozpadlo.